# Gracil·làrids
Els gracil·làrids (Gracillariidae) són una família de lepidòpters ditrisis de la superfamília dels gracil·larioïdeus (Gracillarioidea). És la principal família de minadors i inclou diverses espècies perjudicials per a l'agricultura i horticultora. Algunes espècies han estat recentment introduïdes a altres llocs, com ara Cameraria ohridella (minador del castanyer d'Índia) i Phyllocnistis citrella (minador de fulles dels cítrics).

## Taxonomia
Hi ha 101 gèneres i 1.866 espècies de Gracillariidae (veure el llistat). Es disposa d'una llista completa de totes les espècies reconegudes. En els tròpics hi ha moltes espècies encara no descrites, però també hi ha un catàleg en línia de les espècies afrotropicals descrites. La fauna de Sud-àfrica és bastant ben coneguda.

## Distribució
Els gracil·làrids es troben distribuïts en totes les regions terrestres, a excepció de l'Antàrtida. Això la fa una família cosmopolita.

## Identificació
Són arnes petites (ales esteses: 5–20 mm). Les erugues són minadores de fulles. Sovint és possible identificar-les sobre la base de la planta hoste. És possible identificar a les subfamílies per la posició de les ales quan estan en repòs (Davis i Robinson, 1999); la majoria dels Gracillariinae descansen amb la part anterior del cos lleugerament elevada; per contra, els Lithocolletinae i Phyllocnistinae mantenen el cos paral·lel a la superfície. Les Lithocolletinae sovint mantenen el cap baix.

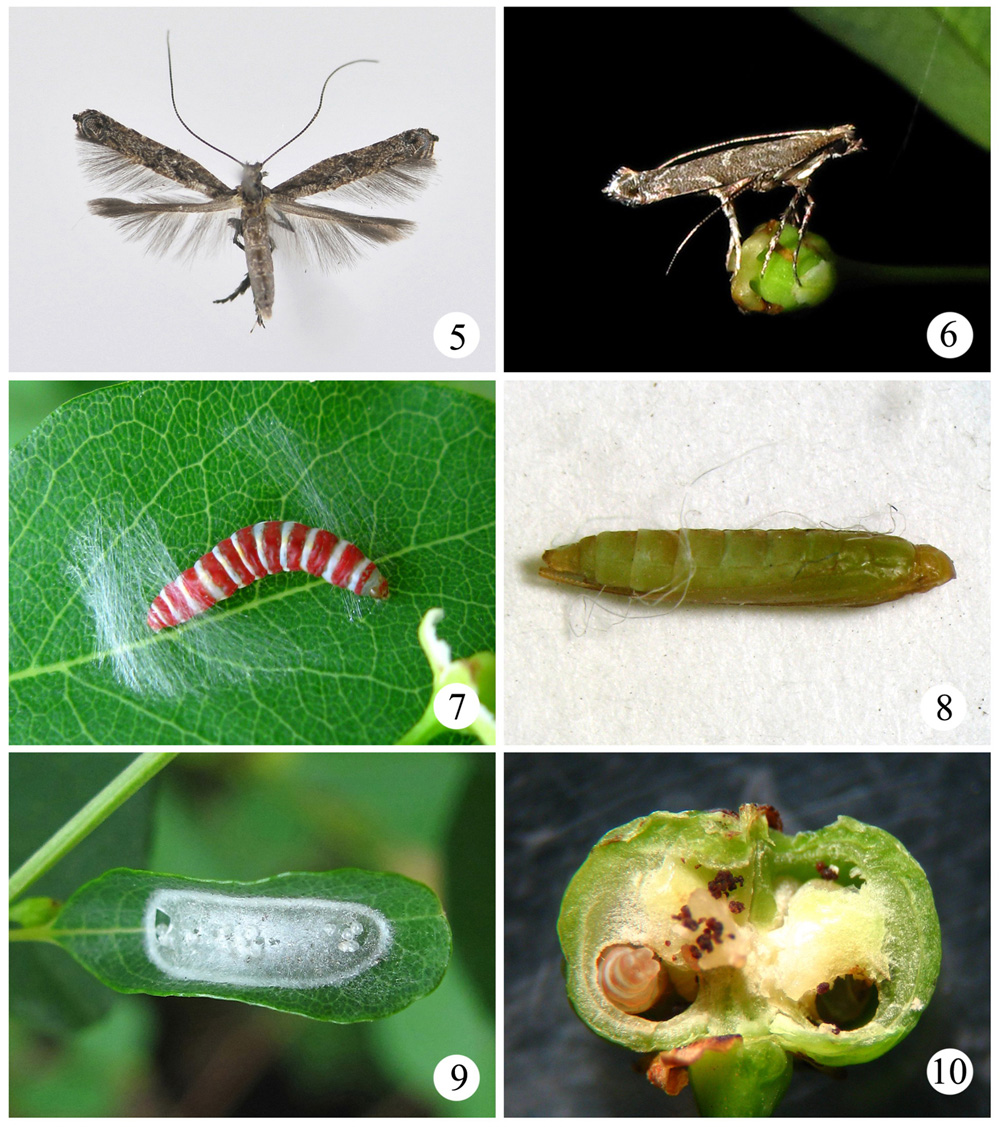
Cicle vital de Conopomorpha flueggella

## Cicle de vida
Els estadis primer a cinquè de l'eruga són aplanats i posseeixen peces bucals adaptades per alimentar-se de la saba. Els següents estadis són cilíndrics i tenen peces bucals mastegadores, típiques de larves de lepidòpters i s'alimenten dels teixits de la fulla. També tenen òrgans funcionals de producció de seda. Alguns gèneres tenen un estadi intermedi en aquesta hipermetamorfosi (Davis i Robinson, 1999).

## Plantes hoste
Es coneixen moltes plantes hostes, generalment arbres o arbusts dicotiledonis  Arxivat 2012-12-23 at Archive.is.
Phyllocnistis citrella o el minador de fulles dels cítrics s'alimenta de membres de la família Rutaceae i s'ha convertit en plaga de les taronges i altres cítrics.

## Fòssils
És una família antiga. S'han trobat mines fòssils de Phyllocnistinae en roques de 97 milions d'edat a Kansas i Nebraska (Labandeira et al. 1994). Es coneixen altres fòssils de l'Eocè i Miocè (de Prins i de Prins, 2005). També hi ha dos adults en ambre bàltic de Lituània de l'Eocè. Gracillariites lithuanicus Kozlov, 1987 i G. mixtus Kozlov, 1987) (de Prins i de Prins, 2005).

## Subfamílies i gèneres
- Phyllocnistinae Herrich-Schäffer, 1857
  - Corythoxestis Meyrick, 1921
  - =Cryphiomystis Meyrick, 1922
  - Eumetrichroa Kumata, 1998
  - Guttigera Diakonoff, 1955
  - Metriochroa Busck, 1900
  - =Oecophyllembius Silvestri, 1908
  - Phyllocnistis Zeller, 1848
  - Prophyllocnistis Davis, 1994
- Gracillariinae Stainton, 1854
  - Gracillaria Haworth, 1928
  - =Gracilaria Zeller, 1839
  - =Gracilaria Walsingham, 1907
  - =Xanthospilapteryx Spuler, 1910
  - Acrocercops Wallengren, 1881
  - Africephala Vári, 1986
  - Amblyptila Vári, 1961
  - Apistoneura Vári, 1961
  - Apophthisis Braun, 1915
  - Aristaea Meyrick, 1907
  - Artifodina Kumata, 1985
  - Aspilapteryx Spuler, 1910
  - =Sabulopteryx Triberti, 1985
  - Borboryctis Kumata & Kurokoo, 1988
  - Callicercops Vári, 1961
  - Callisto Stephens, 1834
  - =Annickia Gibeaux, 1990
  - Caloptilia Hübner, 1825
  - =Poeciloptilia Hübner, 1825
  - =Ornix Collaret, 1832
  - =Ornix Treitschke, 1833
  - =Coriscium Zeler, 1839
  - =Calliptilia Agassiz, 1847
  - =Timodora meyrick, 1886
  - =Antiolopha Meyrick, 1894
  - =Sphyrophora Vári, 1961
  - =Phylloptilia Kumata, 1982
  - =Rhadinoptilia Kumata, 1982
  - =Minyoptilia Kumata, 1982
  - =Cecidoptilia Kumata, 1982
  - Calybites Hübner, 1822
  - Chilocampyla Busck, 1900
  - Chrysocercops Kumata & Kuroko, 1988
  - Conopobathra Vári, 1961
  - Conopomorpha Meyrick, 1885
  - Conopomorphina Vári, 1961
  - Corethrovalva Vári, 1961
  - Cryptolectica Vári, 1961
  - Cryptologa Fletcher, 1921
  - Cupedia Klimesch & Kumata, 1973
  - Cuphodes Meyrick, 1897
  - Cyphosticha Meyrick, 1907
  - Dekeidoryxis Kumata, 1989
  - Dendrorycter Kumata, 1978
  - Deoptilia Kumata & Kuroko, 1988
  - Dextellia Triberti, 1986
  - Dialectica Walsingham, 1897
  - Diphtheroptila Vári, 1961
  - Dysectopa Vári, 1961
  - Ectropina Vári, 1961
  - Epicephala Meyrick, 1980
  - =Iraina Diakonoff, 1955
  - =Leiocephala Kuznetzov & Baryschnikova, 2001
  - Epicnistis Meyrick, 1906
  - Eteoryctis Kumata & Kuroko, 1988
  - Eucalybites Kumata, 1982
  - Eucosmophora Walsingham, 1897
  - Euprophantis Meyrick, 1921
  - Eurytyla Meyrick, 1893
  - Euspilapteryx Stephens, 1835
  - Gibbovalva Kumata & Kuroko, 1988
  - Graphiocephala Vári, 1961
  - Hypectopa Diakonoff, 1955
  - Ketapangia Kumata, 1995
  - Lamprolectica Vári, 1961
  - Leucanthiza Clemens, 1859
  - Leucocercops Vári, 1961
  - Leucospilapteryx Spuler, 1910
  - Liocrobyla Meyrick, 1916
  - Macarostola Meyrick, 1907
  - Marmara Clemens, 1863
  - Melanocercops Kumata & Kuroko, 1988
  - Metacercops Vári, 1961
  - Micrurapteryx Spuler, 1910
  - Monocercops Kumata, 1989
  - Neurobathra Ely, 1918
  - Neurolipa Ely, 1918
  - Neurostrota Ely, 1918
  - Oligoneurina Vári, 1961
  - Ornixola Kuznetzov, 1979
  - Pareclectis Meyrick, 1937
  - Parectopa Clemens, 1860
  - Parornix Spuler, 1910
  - =Alfaornix Kuznetzov, 1979
  - =Betaornix Kuznetzov, 1979
  - =Deltaornix Kuznetzov, 1979
  - =Gammaornix Kuznetzov, 1979
  - Penica Walsingham, 1914
  - Philodoria Walsingham, 1907
  - =Euphilodoria Zimmermann, 1978
  - Phodoryctis Kumata & Kuroko, 1988
  - Phrixosceles Meyrick, 1908
  - Pleiomorpha Vári, 1961
  - Pogonocephala Vári, 1961
  - Polydema Vári, 1961
  - Polymitia Triberti, 1986
  - Polysoma Vári, 1961
  - Psydrocercops Kumata & Kuroko, 1988
  - Sauterina Kuznetzov, 1979
  - Schedocercops Vári, 1961
  - Semnocera Vári, 1961
  - Spanioptila Walsingham, 1897
  - Spulerina Vári, 1961
  - Stomphastis Meyrick, 1912
  - Synnympha Meyrick, 1915
  - Systoloneura Vári, 1961
  - Telamoptilia Kumata & Kuroko, 1988
- Lithocolletinae Stainton, 1854
  - Cameraria Chapman, 1902
  - Chrysaster Kumata, 1961
  - Cremastobombycia Braun, 1908
  - Hyloconis Kumata, 1963
  - Macrosaccus Davis and De Prins, 2011
  - Neolithocolletis Kumata, 1963
  - Phyllonorycter Hübner, 1822
  - =Lithocolletis Hübner, 1825
  - =Eucestis Hübner, 1825
  - =Hirsuta Fletcher, 1929
  - Porphyrosela Braun, 1908
  - Protolithocolletis Braun, 1929
- Subfamília Oecophyllembiinae (discutida)
  - Angelabella Vargas & Parra, 2005
- Subfamília sense assignar
  - Chileoptilia Vargas & Landry, 2005
  - †Gracillariites Kozlov, 1987

- Espècies sense classificar
  - "Ornix" blandella Müller-Rutz, 1920, Aquesta espècie ha estat descrita a Suïssa.
  - "Gracilaria" confectella Walker, 1864
  - "Gracilaria" delicatulella Walker, 1864
  - "Phyllonorycter" fennicella Hering, 1924, Aquesta espècie ha estat descrita a Finlàndia. Probable sinònim de Lithocolletis viminetorum o Lithocolletis salictella.
  - "Lithocolletis" graeseriella Sorhagen, 1900, veure Phyllonorycter
  - "Lithocolletis" italica Herrich-Schäffer, 1855, Aquesta espècie ha estat descrita a Itàlia.
  - "Ornix" jyngipennella Heydenreich, 1851, nomen nudum.
  - "Lithocolletis" lativitella Sorhagen, 1900, Aquesta espècie ha estat descrita a Alemanya.
  - "Lithocolletis" norvegicella Strand, 1919, Aquesta espècie ha estat descrita a Noruega.
  - "Gracillaria" pistaciella Róndani, 1876, Aquesta espècie ha estat descrita a Itàlia.
  - "Ornix" quercella Müller-Rutz, 1934, Aquesta espècie ha estat descrita a Suïssa.
  - "Phyllonorycter" sessilifoliella Hering, 1957, Aquesta espècie ha estat descrita a França.